# Jerry Gonzalez

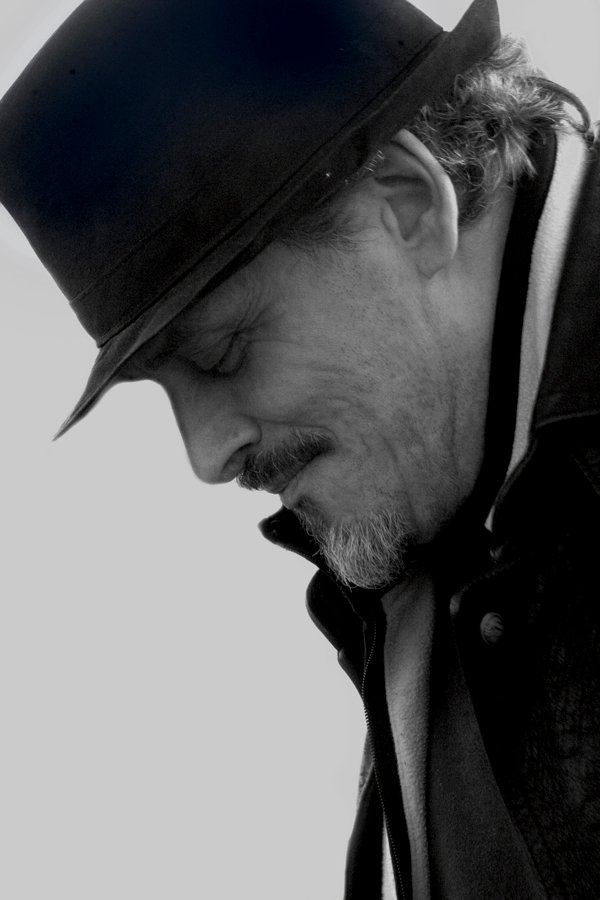
Jerry Gonzalez (2011)

Gerald Antonio „Jerry“ Gonzalez (* 5. Juni 1949 in der Bronx, New York City; † 1. Oktober 2018 in Madrid, Spanien) war ein US-amerikanischer Trompeter, Flügelhornist und Perkussionist des Latin Jazz. Als Trompeter verband er stilistisch Einflüsse von Miles Davis und Lee Morgan. Er wurde bekannt für seinen Beitrag zum zeitgenössischen Afro-Cuban Jazz und der Wiederbelebung des Latin Jazz in den 1980er und 1990er Jahren.

## Leben und Wirken
Gonzalez wuchs als Sohn puerto-ricanischer Einwanderer in der Bronx auf; der Bassist Andy Gonzalez ist sein Bruder. Jerry Gonzales erlernte an der Music & Art High School seiner Heimatstadt Trompete und Congas. Während seines Studiums am City College und an der New York University spielte er mit seinem Bruder Latin Jazz. 1970 war er Mitglied der Band von Dizzy Gillespie (Portrait of Jenny, 1970), um dann bei Eddie Palmieri und bei Manny Oquendo zu wirken. Er spielte aber auch bei Hilton Ruiz und Archie Shepp und war an Aufnahmen einerseits von Tito Puente, Ray Barretto sowie Patato Valdés beteiligt, andererseits aber auch von Dewey Redman, Tony Williams, McCoy Tyner und George Benson. Ende der 1970er Jahre gründete er mit seinem Bruder Andy Gonzalez, Larry Willis und Steve Berrios die Fort Apache Band, die bei internationalen Festivals auftrat, zahlreiche Alben vorlegte und in den Jazzpolls erfolgreich war. 1999 belegte er mit seiner Band, zu der Solisten wie Steve Turré, John Stubblefield oder Joe Ford gehörten, im Leserpoll des Down Beat den ersten Platz in der Kategorie „Beyond Group of the Year“. Ulrich Olshausen lobte die Fort Apache Band und ihre „kompromisslos intelligente Salsa-Musik mit brillanten Arrangements“ als eine „Fusion, die die ... früheren Versuche mit Latino-Elementen von Charlie Parker, Dizzy Gillespie oder Stan Kenton als Flirt an einem Sommernachmittag erscheinen lässt.“ Gonzales bezeichnete die Musik der Fort Apache Band als Ausdruck seiner „musikalischen Zweisprachigkeit“.
Daneben arbeitete Gonzalez in verschiedenen Projekten von McCoy Tyner. Außerdem wirkte Gonzalez an der Dokumentation von Fernando Trueba mit dem Titel Calle 54 mit, an der viele bedeutende Künstler der Latin-Jazz-Szene mitspielten, wie Paquito D’Rivera, Michel Camilo, Eliane Elias. Nach der Premiere von Calle 54 im Jahr 2000 ging Gonzalez auf eine längere Tournee nach Spanien und ließ sich danach in Madrid nieder, wo er in den Jazzclubs spielte.
Im Laufe seiner Karriere arbeitete Gonzalez mit Künstlern wie Franco Ambrosetti, Andrés Calamaro, Joseph Daley (Portraits: Wind, Thunder and Love, 2014), Kip Hanrahan, Abbey Lincoln, Kenny Kirkland, Kirk Lightsey, Jaco Pastorius, Pamela Wise, Bobby Hutcherson und Martirio zusammen. Im Jahr 2004 entstand das Album Jerry Gonzalez y los piratas del flamenco mit Flamenco-Künstlern wie Piraña, Niño Josele und Diego El Cigala.
Gonzalez starb am 1. Oktober 2018 im Alter von 69 Jahren in Madrid an den Folgen einer Rauchgasvergiftung infolge eines Wohnungsbrandes.

## Diskographische Hinweise
- Ya Yo Me Cure (1979)
- The River Is Deep (Enja, 1982)
- Obatalá (Enja, 1988)
- Earthdance (Sunnyside, 1990)
- Moliendo Café (Sunnyside, 1991)

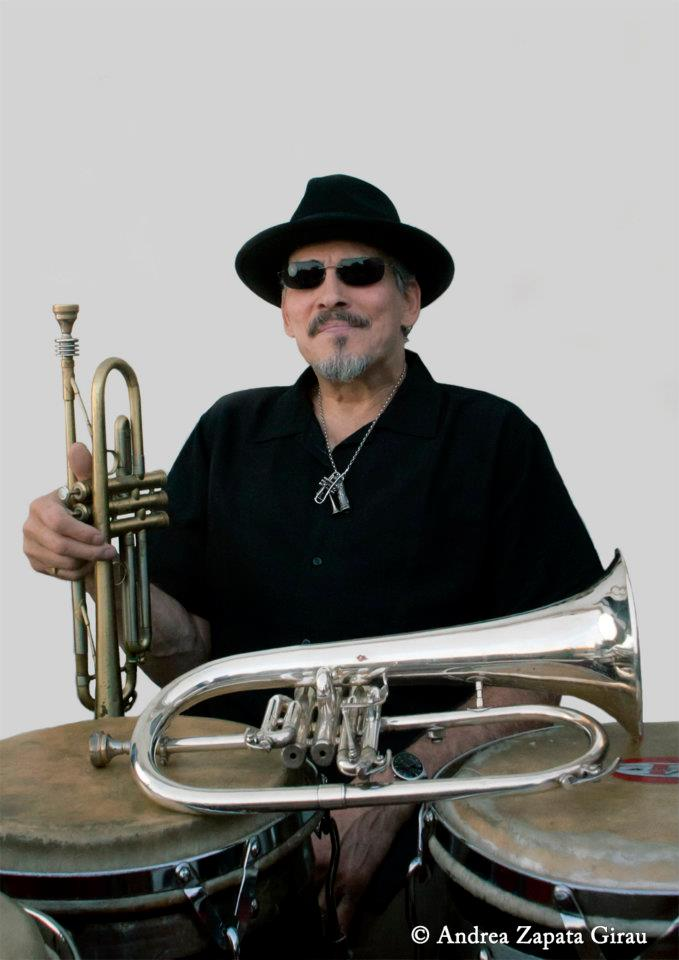
Jerry Gonzalez (2012)

- Crossroads (Milestone Records, 1994)
- Pensativo (Milestone, 1995)
- Fire Dance (Milestone, 1996)
- Jerry Gonzalez & Federico Lechner: A primera vista (2002)
- Jerry Gonzalez & Los Piratas del Flamenco (2004)
- Rhumba para Buhaina (2005)
- Music for a Big Band (2006)
- Avisale a mi contrario que aqui estoy yo (2011)
- Y el comando de la clave (Sunnyside, 2012)
- The Seven Heavenly Virtues (2013)

### Lexigraphische Einträge
- Leonard Feather, Ira Gitler: The Biographical Encyclopedia of Jazz. Oxford University Press, New York 1999, ISBN 0-19-532000-X.
- Martin Kunzler: Jazz-Lexikon. Band 1: A–L (= rororo-Sachbuch. Bd. 16512). 2. Auflage. Rowohlt, Reinbek bei Hamburg 2004, ISBN 3-499-16512-0.